# Повонзки (Варшава)

Повонзки на плані району Воля

Повонзки (пол. Powązki) — міський мікрорайон у Варшаві, давнє селище, нині розташоване головно в адміністративній дільниці Воля і частково Жолібожі.

## Історія
- У 1770 князь Адам Казимир Чарторийський та його дружина орендували сільськогосподарські землі селища Повонзки. У 1771 виникла приміська резиденція княгині, яка перебувала на місцевості на північ від сучасного кладовища «Військові Повонзки».
- У 1790 староста Мельхіор Шимановський подарував частину земель селища Повонзки під католицьке кладовище, зване нині «Старі Повонзки» (перше повонзківське кладовище).
- У 1792 побудували перший католицький костел св. Карло Борромео.
- У 1818 на пасовищах селища Повонзки виник військовий табір під назвою «Повонзківське поле» з площею вправ, казармою і військовими складами.
- У періоді Царства Польського існувала гміна Повонзки.
- У 1912 засновано цвинтар для померлих солдат російського військового гарнізону («Військові Повонзки»).
- У 1916 розпорядженням німецького генерал-губернатора Ганса Гартвіга фон Безелера селище Повонзки включили до Варшави.

### Кладовища
На території району кілька кладовищ:
1. Військові Повонзки (або Військове кладовище Повонзки) — у дільниці Жолібож.
2. Старі Повонзки (або Повонзківське кладовище) — у дільниці Воля.
3. Лютеранський цвинтар Варшави (Євангелічно-Аугсбурзьке) — Воля.
4. Кальвіністське кладовище Варшави (євангелічно-реформатське) — Воля.
5. Єврейське кладовище Варшави — Воля.
6. Мусульманське кавказьке кладовище — Воля.
7. Мусульманське татарське кладовище — Воля.